# Alhmund di Northumbria
Alhmund di Northumbria, o Alhmund di Derby o di Lilleshall, scritto anche Ealhmund, Alhmund, Alkmund o Alchmund (... – 800 circa), era figlio di Alhred di Northumbria.
Dopo più di venti anni in esilio tra i Pitti in seguito alle lotte dinastiche in Northumbria che avevano comportato l'esilio paterno, tornò con un esercito e morì in circostanze non chiare verso l'anno 800; venne comunque ritenuto responsabile il re di Northumbria Eardwulf. Quali che siano state le esatte circostanze, la sua morte fu considerata un martirio, e Alcmund venne venerato come un santo.

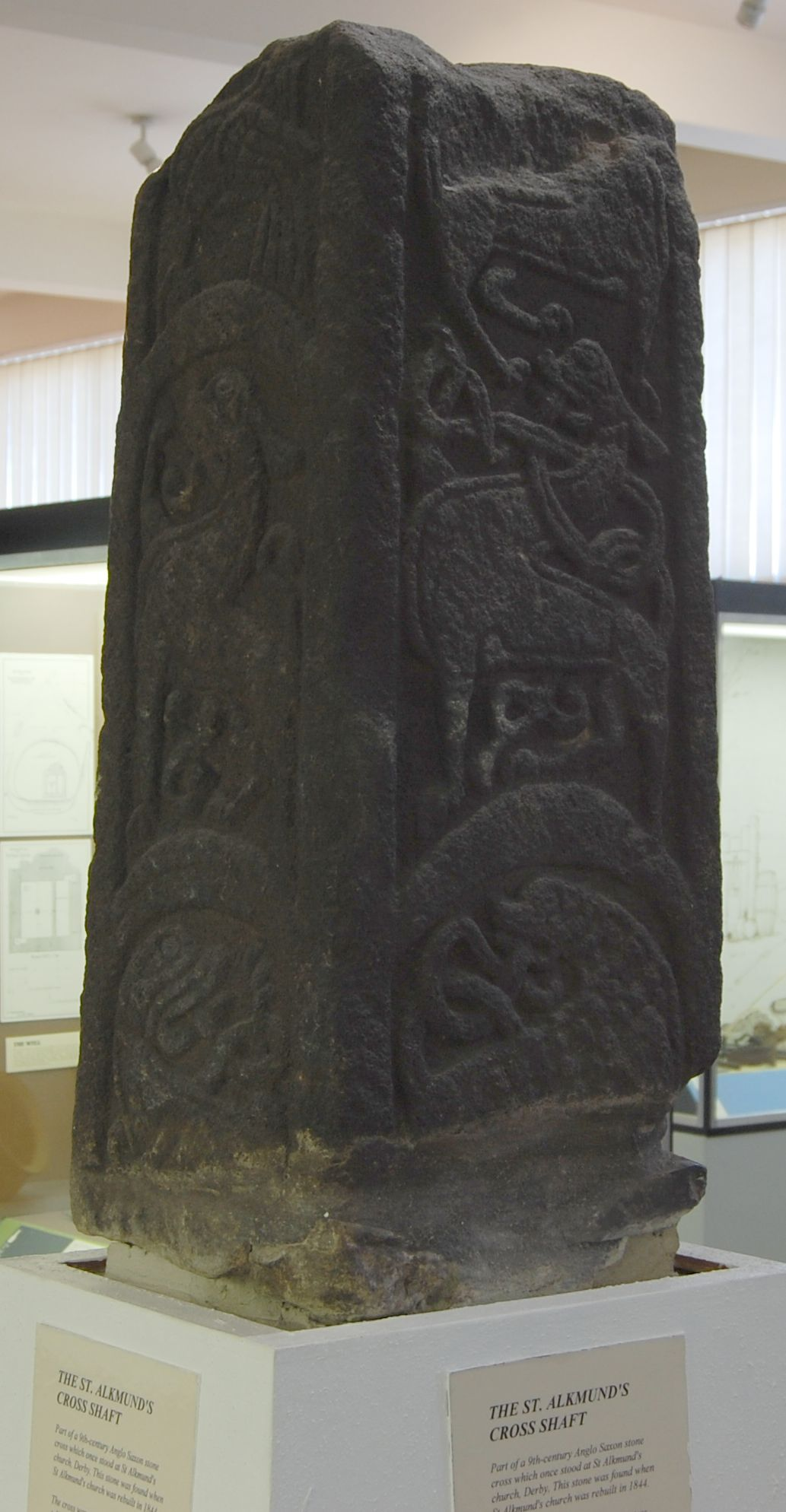
Croce dalla chiesa di Sant'Alhmund

Alhmund fu sepolto a Lilleshall nello Shropshire e furono segnalati miracoli presso la sua tomba. A causa delle incursioni dei danesi, il suo corpo fu trasportato a Derby, e alcune chiese della zona circostante gli furono dedicate. La sua festa è il 19 marzo.

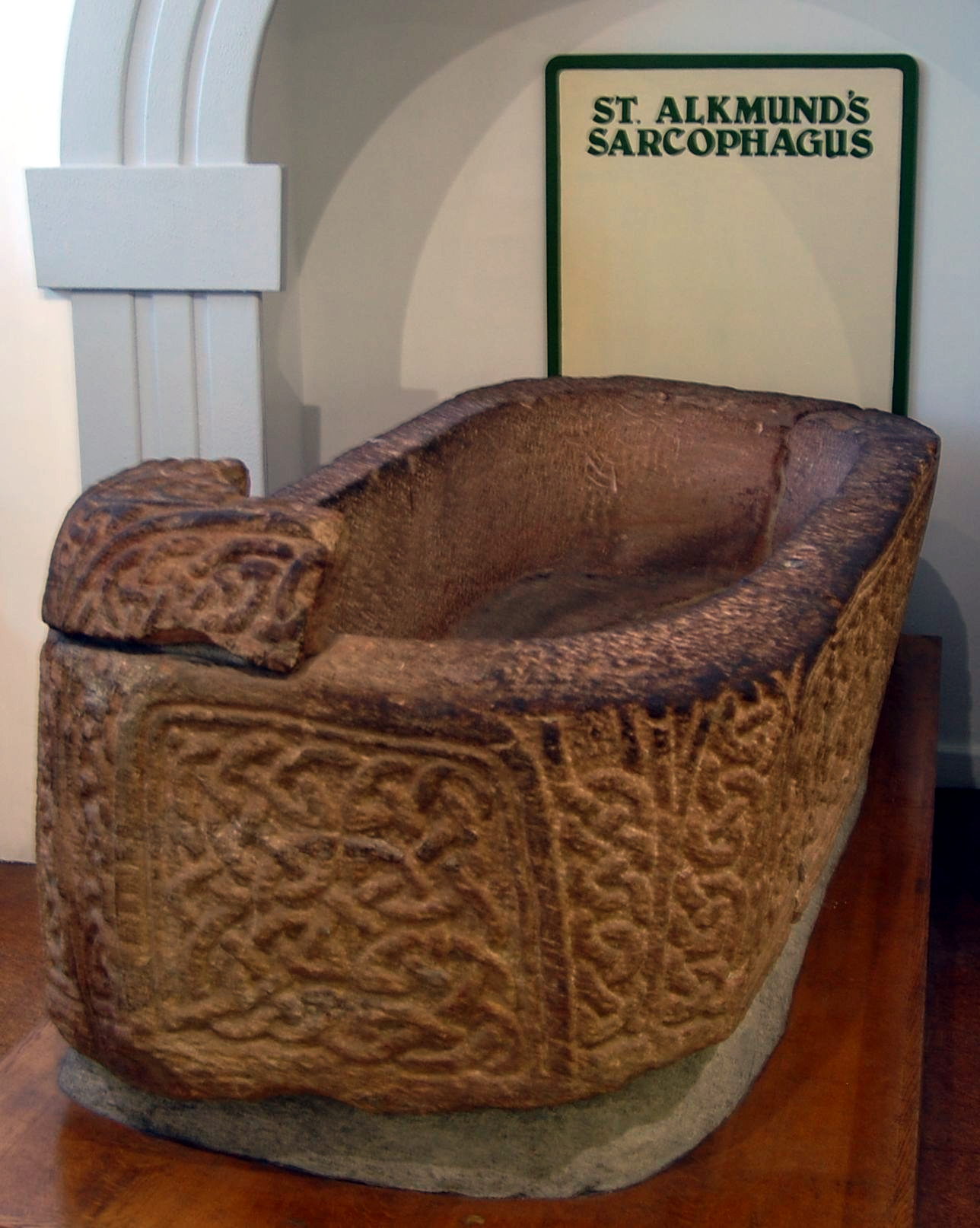
Sarcofago di Sant'Alhmund nel Derby Museum and Art Gallery

Nel Derby Museum and Art Gallery sono conservati il suo sepolcro ed una parte della croce in pietra del IX secolo che si ergeva nella chiesa a lui dedicata a Derby, e trovata durante la ricostruzione della chiesa nel 1844. La croce era in origine alta quattro metri ed adornata con uccelli e fiere su tutti e quattro i lati.